# Консервація історичної пам'ятки
Консерва́ція істори́чної па́м'ятки — особлива операція, метою якої є забезпечення від подальших руйнувань чи пошкоджень об'єкта культурної спадщини.
Консервація становить сукупність науково обґрунтованих заходів, які дозволяють захистити об'єкти культурної спадщини від подальших руйнувань і забезпечують збереження їхньої автентичності з мінімальним втручанням у їхній сучасний вигляд.
Консервація, реставрація, реабілітація, музеєфікація, ремонт, пристосування пам'яток національного значення здійснюються лише за наявності письмового дозволу центрального органу виконавчої влади, що реалізує державну політику у сфері охорони культурної спадщини на підставі погодженої з ним науково-проектної документації.
Консервація, реставрація, реабілітація, музеєфікація, ремонт, пристосування пам'яток місцевого значення здійснюються за наявності письмового дозволу органу виконавчої влади Автономної Республіки Крим, обласних, Київської та Севастопольської міських державних адміністрацій відповідно до їхньої компетенції, на підставі погодженої з ними науково-проектної документації.
Розробленню проектів консервації, реставрації, реабілітації, музеєфікації, ремонту, пристосування пам'яток передує проведення необхідних науково-дослідних робіт, у тому числі археологічних і геологічних.
У складі організаційно-функціональної структури підприємства - виконавця робіт з консервації, реставрації, реабілітації, музеєфікації, ремонту, пристосування пам'яток мають передбачатися підрозділи та/або фахівці, які забезпечують виконання відповідних виробничо-технічних, виробничих функцій.
Головний архітектор проекту, керівники та виконавці робіт повинні мати освітні та освітньо-кваліфікаційні рівні для проведення відповідних робіт.
(ч.1 та 2 ст.24 Закону України "Про охорону культурної спадщини")
Роботи із збереження об'єктів культурної спадщини проводяться згідно з реставраційними нормами та правилами, погодженими центральним органом виконавчої влади, що забезпечує формування державної політики у сфері охорони культурної спадщини. Будівельні норми та правила застосовуються у разі проведення робіт із збереження об'єкта культурної спадщини лише у випадках, що не суперечать інтересам збереження цього об'єкта.
(ч.3 ст.24 Закону України "Про охорону культурної спадщини")